# IC 393
IC 393 ist eine elliptische Galaxie vom Hubble-Typ E0 im Sternbild Eridanus am Südsternhimmel. Sie ist rund 520 Millionen Lichtjahre von der Milchstraße entfernt und hat einen Durchmesser von etwa 130.000 Lichtjahren.

Im selben Himmelsareal befindet sich u. a. die Galaxie NGC 1650.
Das Objekt wurde am 7. Dezember 1891 vom französischen Astronomen Stéphane Javelle entdeckt.